# 贝尔韦兹
贝尔韦兹（法語：Belvèze，法語發音：[bɛlvɛz]）是法国奥克西塔尼大区塔恩-加龙省的一个市镇，属于卡斯泰尔萨拉桑区。

## 地理
贝尔韦兹（44°19'48"N, 1°5'30"E）面积13.88 平方千米，位于法国奧克西塔尼大區塔恩-加龙省，该省份为法国西南部内陆省份，北起顺时针与洛特省、阿韦龙省、塔恩省、上加龙省、热尔省和洛特-加龙省接壤。
与贝尔韦兹接壤的市镇（或旧市镇、城区）包括：凯尔西地区布洛克、洛泽特、凯尔西地区蒙泰居、白色凯尔西地区蒙屈克。

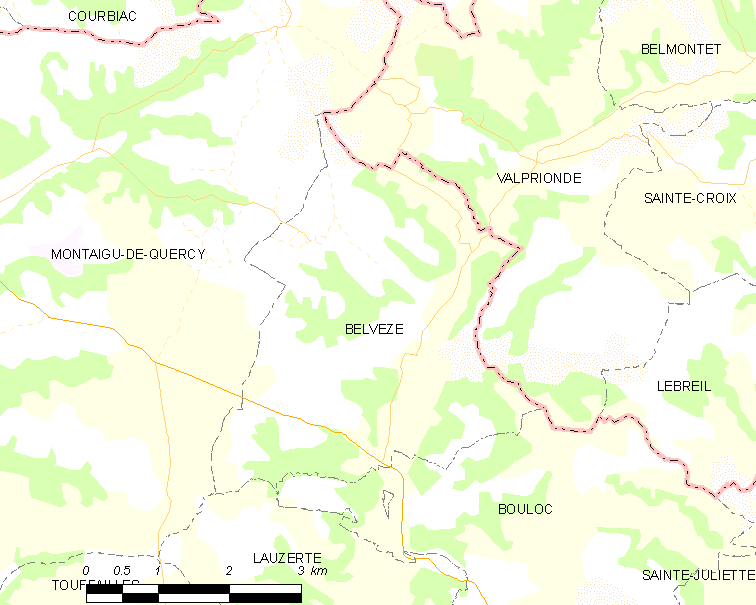
贝尔韦兹的OSM定位图

贝尔韦兹的时区为UTC+01:00、UTC+02:00（夏令时）。

## 行政
贝尔韦兹的邮政编码为82150，INSEE市镇编码为82016。

## 政治
贝尔韦兹所属的省级选区为塞尔地区-南凯尔西县。

## 人口

1962-2008年间贝尔韦兹人口变化图示

贝尔韦兹于2022年1月1日时的人口数量为221人。